# Carova Beach
Carova Beach ou Carova est une communauté non-incorporée située dans le comté de Currituck à l'extrême nord-est de la Caroline du Nord aux États-Unis. La communauté, qui se trouve sur Currituck Banks, au nord de Bodie Island, peut être atteinte seulement par bateau ou par véhicule à transmission intégrale car il n'y a plus de route reliant Carova Beach aux autres communautés de Virginia Beach ou de Corolla.

## Origine du nom
Le nom de la communauté provient de la combinaison des premières syllabes de Carolina et Virginia puisque la communauté se trouve juste au sud de la frontière Caroline du Nord-Virginie. Ainsi, il s'agit de la communauté d'Outer Banks la plus au nord de la Caroline du Nord.

## Faune
Des chevaux et d'autres animaux sauvages se déplacent librement sur les plages de Carova. Une loi interdit aux personnes se trouvant sur la plage de s'approcher des chevaux à moins de 50 pieds.

## Commerce
Le commerce est absent de cette région d'Outer Banks; il n'y a pas de restaurants, de magasins, ou d'autres attractions se trouvant habituellement sur le littoral.